# Васіле Бумбак
Васіле Бумбак (7 лютого 1837, с. Костина Сучавського повіту (Румунія) — 27 лютого 1918, м. Сучава (Румунія) — румунський поет, прекладач.

## Біографія
Бумбак Васіле народився 7 лютого 1837 року в селі Костина Сучавського повіту (Румунія). Навчався в Чернівецькій вищій гімназії У 1862 р. під час виборів до австрійського парламенту був заарештований, через що змушений був закінчити гімназію у м. Блаж. Згодом навчався у Чернівецькому теологічному інституті (1862—1864), після закінчення якого вступив на літературно-філософський факультет Віденського університету, де захистив докторську дисертацію.

## Творча діяльність
У 1871 р. разом з М. Емінеску та Й. Славічем очолив організаційний комітет із святкування 400-річчя Путнянського монастиря — усипальниці визначного молдавського державного діяча і полководця Штефана Великого. Впродовж 1874—1906 рр. викладав румунську і класичні мови в Сучавській гімназії.

## Письменницька творчість
Васіле Бумбак автор ліричних поезій, од, байок, балад, записів фольклору. Хрестоматійними стали ряд праць: «Короткий огляд румунських казок» (1868), «Святкування нового року в румунів» (1869), «Теорія гекзаметра» (1869). Перекладав твори античних поетів: Гомера, Вергілія, Горація, Анакреона, Платона, Овідія, а також німецьких: Гете і Шіллера. Окремі поезії Васіле Бумбака поклав на музику Сидір Воробкевич, надруковано в збірнику румунською мовою «Квіти з Буковини» (1870).